# Volley-ball masculin aux Jeux méditerranéens de 1979
Navigation
1975 1983
Les 8e Jeux méditerranéens se sont déroulés du 17 au 24 septembre 1979 à Split (Yougoslavie).

## Équipes présentes
| - Algérie - Égypte - Espagne - France - Grèce | - Italie - Maroc - Tunisie - Turquie - Yougoslavie |

## Tour préliminaire

### Composition des groupes
| Poule A                                                  | Poule B                                          |
| -------------------------------------------------------- | ------------------------------------------------ |
| Site : Sibenik Algérie Espagne Grèce Tunisie Yougoslavie | Site : Trogir Égypte France Italie Maroc Turquie |

### Poule A
| No | Équipe      | Points | Matches | Matches | Matches |
| No | Équipe      | Points | joués   | gagnés  | perdus  |
| -- | ----------- | ------ | ------- | ------- | ------- |
| 1  | Yougoslavie | 8      | 4       | 4       | 0       |
| 2  | Grèce       | 7      | 4       | 4       | 1       |
| 3  | Espagne     | 6      | 4       | 2       | 2       |
| 4  | Algérie     | 5      | 4       | 1       | 3       |
| 5  | Tunisie     | 4      | 4       | 0       | 4       |

### Poule B
| No | Équipe  | Points | Matches | Matches | Matches |
| No | Équipe  | Points | joués   | gagnés  | perdus  |
| -- | ------- | ------ | ------- | ------- | ------- |
| 1  | France  | 8      | 4       | 4       | 0       |
| 2  | Italie  | 7      | 4       | 4       | 1       |
| 3  | Égypte  | 6      | 4       | 2       | 2       |
| 4  | Turquie | 5      | 4       | 1       | 3       |
| 5  | Maroc   | 4      | 4       | 0       | 4       |

## Phase finale

### Classements 1-4
|  | Demi-finales                             | Demi-finales                  |                        |   | Finale                             | Finale                             |
|  | Demi-finales                             | Demi-finales                  |                        |   | Finale                             | Finale                             |
|  |                                          |                               |                        |   |                                    |                                    |
|  | 22-09-79 (15-10, 15-5, 15-10)            | 22-09-79 (15-10, 15-5, 15-10) |                        |   | 23-09-79 (15-9, 10-15, 15-6, 15-1) | 23-09-79 (15-9, 10-15, 15-6, 15-1) |
|  | 22-09-79 (15-10, 15-5, 15-10)            | 22-09-79 (15-10, 15-5, 15-10) |                        |   | 23-09-79 (15-9, 10-15, 15-6, 15-1) | 23-09-79 (15-9, 10-15, 15-6, 15-1) |
|  | Yougoslavie                              | 3                             |                        |   | 23-09-79 (15-9, 10-15, 15-6, 15-1) | 23-09-79 (15-9, 10-15, 15-6, 15-1) |
|  | Yougoslavie                              | 3                             |                        |   | 23-09-79 (15-9, 10-15, 15-6, 15-1) | 23-09-79 (15-9, 10-15, 15-6, 15-1) |
|  | Italie                                   | 0                             |                        |   | 23-09-79 (15-9, 10-15, 15-6, 15-1) | 23-09-79 (15-9, 10-15, 15-6, 15-1) |
|  | Italie                                   | 0                             | Yougoslavie            | 3 |                                    |                                    |
|  | 22-09-79 (15-9, 10-15, 7-15, 15-4, 3-15) |                               | Yougoslavie            | 3 |                                    |                                    |
|  |                                          | Grèce                         | 1                      |   |                                    |                                    |
|  | France                                   | Grèce                         | 1                      | 2 |                                    |                                    |
|  | France                                   |                               |                        | 2 |                                    |                                    |
|  | Grèce                                    | 3                             |                        |   |                                    |                                    |
|  | Grèce                                    | 3                             | Match pour la 3e place |   |                                    |                                    |
|  |                                          |                               |                        |   |                                    |                                    |
|  | 23-09-79 (15-5, 7-15, 13-15, 12-15)      |                               |                        |   |                                    |                                    |
|  |                                          |                               |                        |   |                                    |                                    |
|  | Italie                                   | 1                             |                        |   |                                    |                                    |
|  | Italie                                   | 1                             |                        |   |                                    |                                    |
|  | France                                   | 3                             |                        |   |                                    |                                    |
|  | France                                   | 3                             |                        |   |                                    |                                    |

## Classement final
| Place              | Équipe      |
| ------------------ | ----------- |
| Médaille d'or      | Yougoslavie |
| Médaille d'argent  | Grèce       |
| Médaille de bronze | France      |
| 4                  | Italie      |
| 5                  | Égypte      |
| 6                  | Espagne     |
| 7                  | Turquie     |
| 8                  | Algérie     |
| 9                  | Tunisie     |
| 10                 | Maroc       |